# Vanessa albimaculata
Vanessa albimaculata är en fjärilsart som beskrevs av Prüffer 1923. Vanessa albimaculata ingår i släktet Vanessa och familjen praktfjärilar. Inga underarter finns listade i Catalogue of Life.